# Chironectes minimus
Opossum aquatique, Sarigue d’eau
Genre
Espèce
Répartition géographique
Statut de conservation UICN

 LC  : Préoccupation mineure
Chironectes minimus est une espèce d'opossums d'Amérique (les Didelphidés). C'est la seule de son genre Chironectes (monospécifique).
Chironectes minimus est nommée Opossum aquatique, Sarigue d’eau ou Sarigue aquatique ou encore Yapok. L'opossum aquatique est le seul représentant des Marsupiaux à avoir adopté des mœurs aquatiques et à avoir les pattes palmées. Il est caractérisé par la coloration noire et blanche de son fin pelage.
Synonyme : Chironectes variegatus (Rafinesque, 1814)

## Description

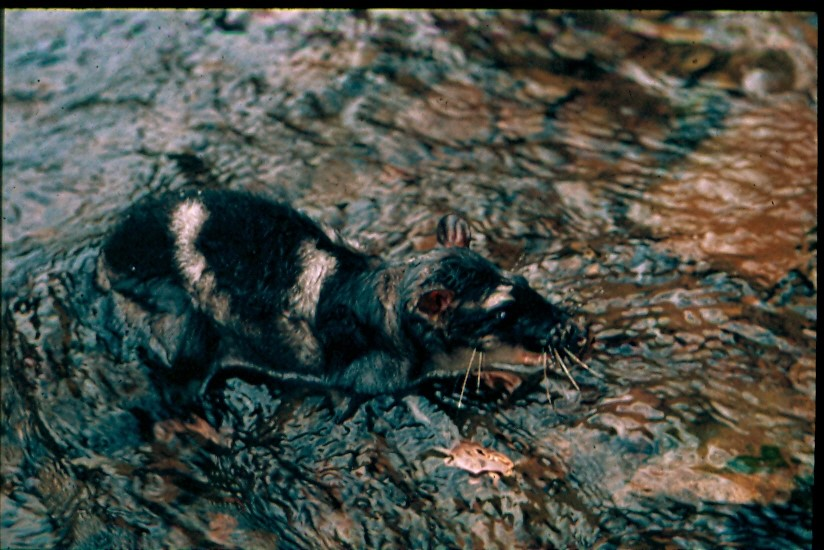
Spécimen de yapock.

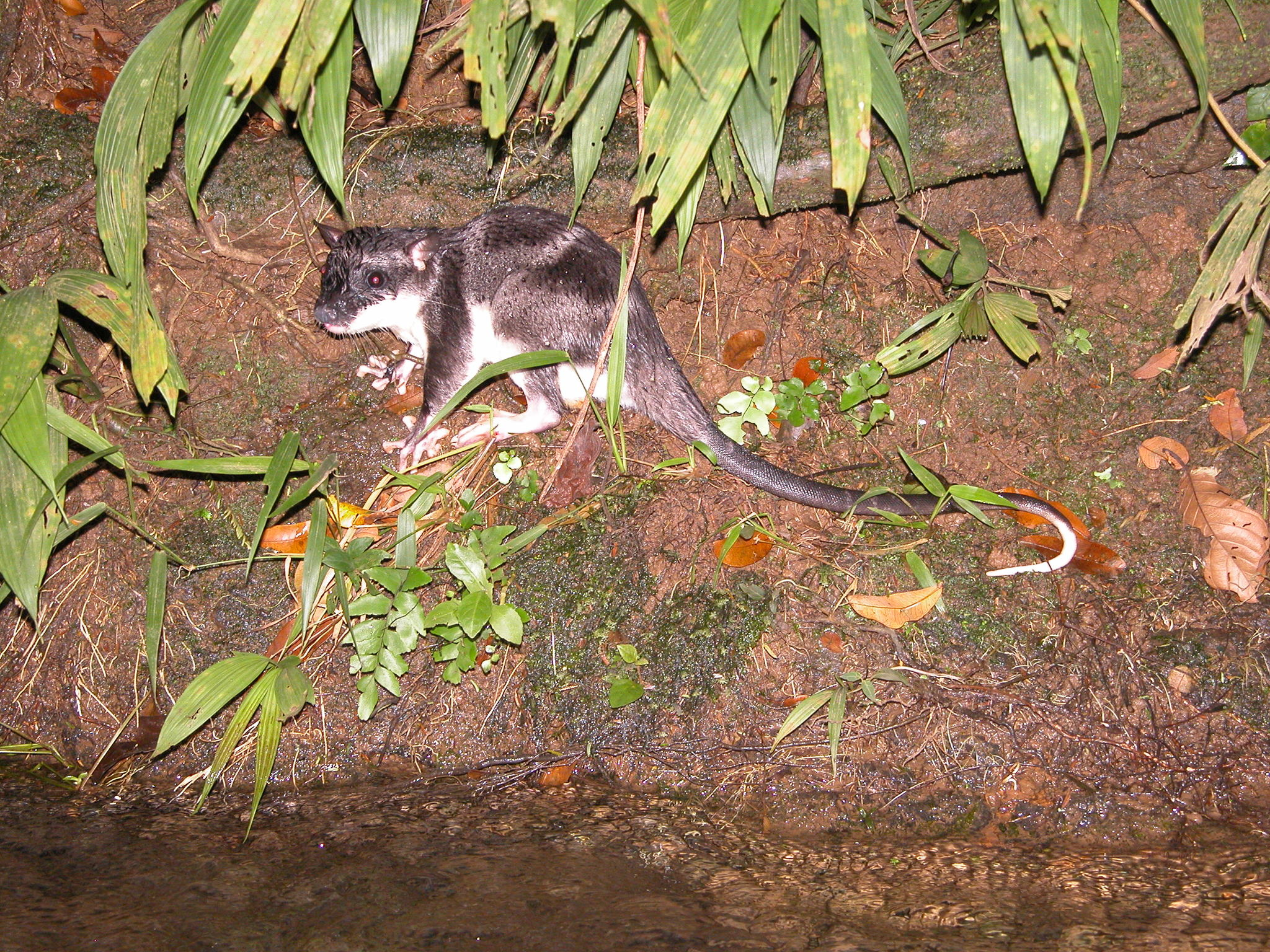
Spécimen de yapock.

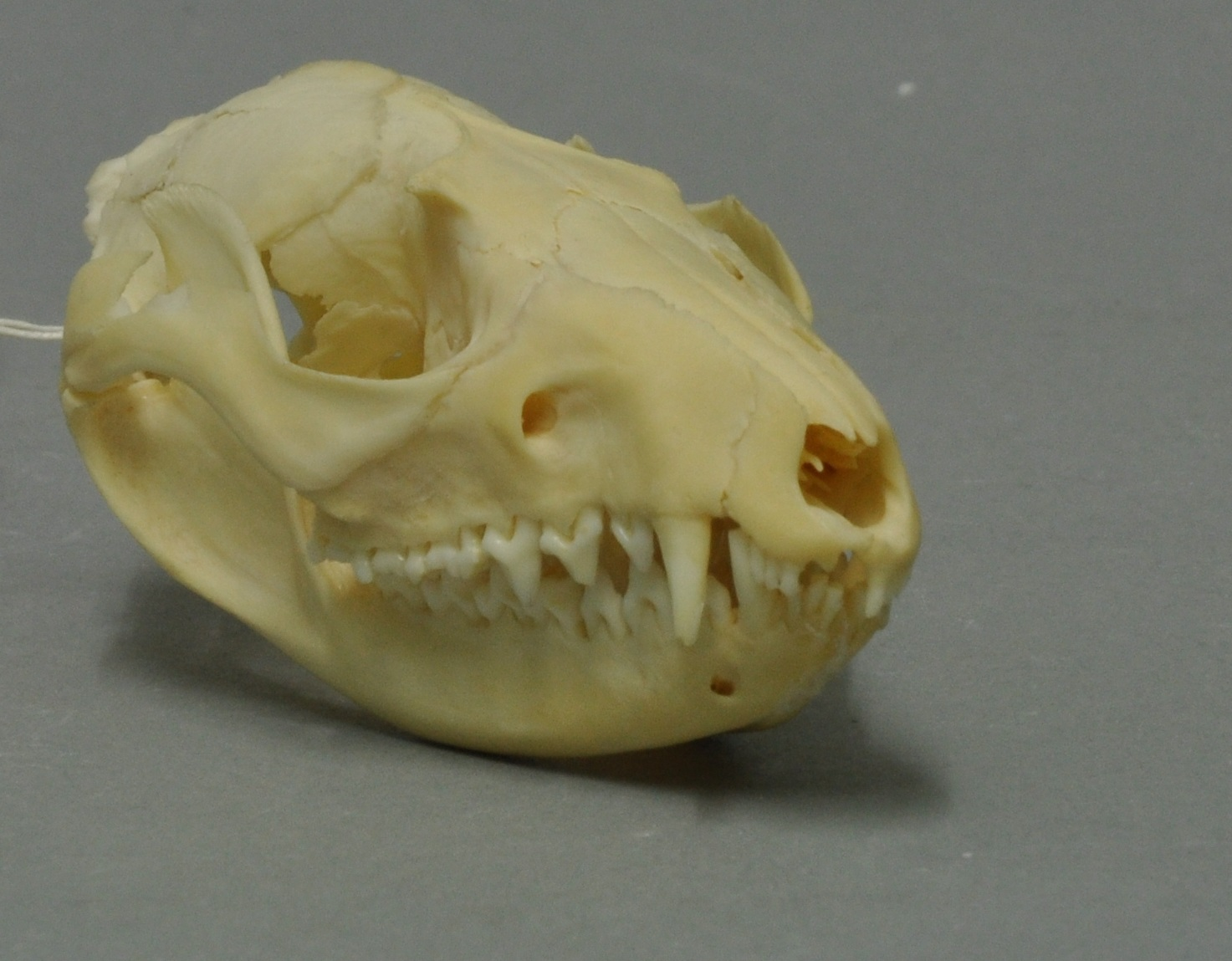
Crâne de yapock.

Par son allure générale, le yapok ressemble à un rongeur de grande taille. Il a les pattes postérieures palmées, ce qui lui permet de nager rapidement en surface ou en plongée. Discret et peu commun, le yapok reste une espèce méconnue. Ses habitats de prédilection sont les petits cours d'eau forestiers et les torrents de montagne du Mexique jusqu'en Argentine septentrionale. Il quitte rarement l'eau, bien qu'il soit parfaitement apte à grimper, ceci d'autant mieux que sa queue est préhensile comme celle des autres opossums. Ses évolutions aquatiques égalent en grâce celles de la loutre. Cet animal strictement nocturne creuse des terriers dans le sol meuble de la berge. Il lui arrive aussi d'aménager des nids de feuilles et de mousse parmi les racines et les amas de bois, dans lesquels il se repose durant le jour. On ne sait rien de sa reproduction. Des femelles accompagnées de leurs petits qui nageaient à leur suite ont été observées au Brésil. La mère possède une poche marsupiale sous le ventre et peut la fermer entièrement quand elle plonge, par la contraction d'un muscle particulier, le sphincter. Ainsi, lorsqu'ils sont encore minuscules, les petits se trouvent-ils au sec, même en plongée. Le mâle possède une poche scrotale, caractéristique presque unique chez les marsupiaux (partagée avec le Thylacine). 
Le yapock est carnivore et se nourrit de poissons et de petits crustacés d'eau douce. Lorsqu'il a capturé une proie, il s'assied sur une pierre pour la dévorer, en la maintenant entre ses « mains » à la manière d'un écureuil.
Longueur du corps : 27 à 32 cm. Longueur de la queue : 35 à 39 cm.

## Reproduction
La femelle yapok a une période de gestation de 19 jours. Elle met bas une portée de deux à cinq petits. La maturité sexuelle est atteinte à l'âge de dix mois.

## Prédateurs
Les yapocks sont parfois les proies des caïmans ou des poissons carnassiers. 

## Liste des sous-espèces
Selon Mammal Species of the World (version 3, 2005)  (22 mai 2010) :
- sous-espèce Chironectes minimus argyrodytes
- sous-espèce Chironectes minimus langsdorffi
- sous-espèce Chironectes minimus minimus
- sous-espèce Chironectes minimus panamensis